# Comunanza Capriasca/Lugano
La comunanza Capriasca/Lugano est un petit territoire du canton du Tessin, en Suisse, sous la souveraineté commune de Capriasca et Lugano.

## Géographie
Le territoire, inhabité, se situe dans le nord-est du Tessin, dans le district de Lugano. Il mesure 0,08 km2. Il s'agit d'une bande de terrain de 150 m de long située à 1 300 m d'altitude sur le flanc est de la vallée de Scareglia.

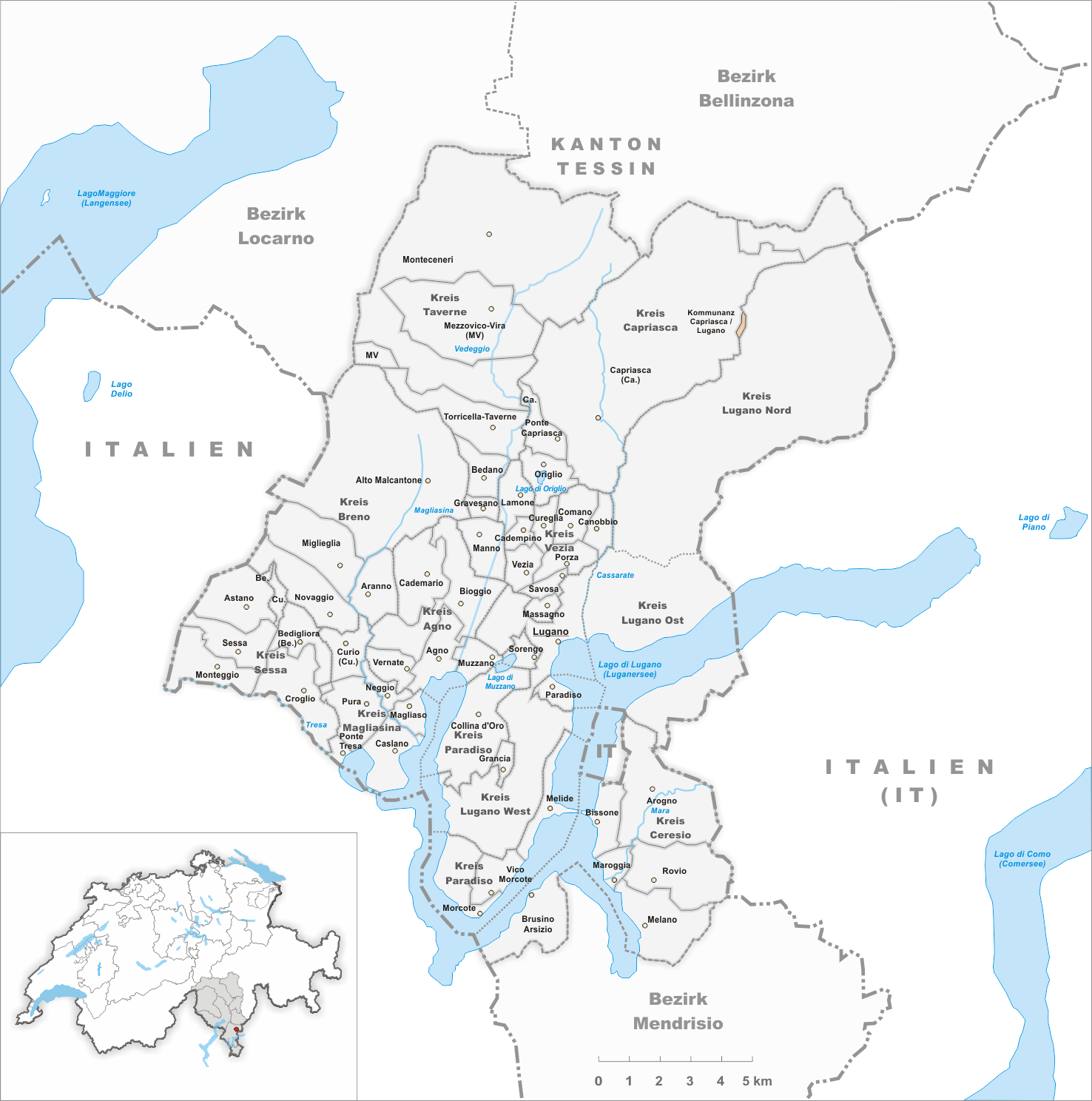
Carte de la communanza dans son district.

## Administration
Le territoire est la propriété conjointe de deux communes du Tessin : Capriasca et Lugano.

## Histoire
Initialement, le territoire est la propriété des anciennes communes de Valcolla et Corticiasca et s'appelle alors comunanza Corticiasca/Valcolla. En 2008, Corticiasca est absorbée par Capriasca ; le territoire devient propriété de Capriasca et Valcolla et devient Capriasca/Valcolla. En 2013, il prend son nom actuel quand Valcolla est absorbée par Lugano.
La comunanza Capriasca/Lugano est l'un des derniers territoires communs à plusieurs communes de Suisse. Le Tessin en possède un autre, la comunanza Cadenazzo/Monteceneri. La Kommunanz Reckingen-Gluringen/Grafschaft du Valais a disparu depuis le 1er janvier 2017.